# Estudi op. 25, núm. 7 (Chopin)

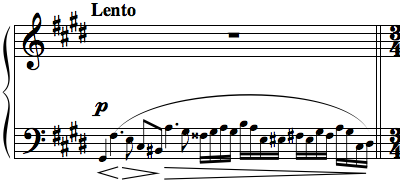
Inici de l'"Estudi op. 25 núm. 7"

L'"Estudi op. 25 núm. 7", en do sostingut menor, és un dels dotze Estudis op. 25 per a piano compostos per Frédéric Chopin; la peça és de l'any 1834 i els estudis de l'opus 25 varen ser escrits entre 1832 i 1836. Tots ells foren publicats el 1837.
Aquest estudi es diferencia de forma molt marcada de la gran majoria d'estudis de Chopin, perquè s'allunya del virtuosisme i se centra, en canvi, en l'expressivitat de les frases i en la perfecció del so, especialment en la mà esquerra que porta la melodia durant la major part de la peça. La dreta acompanya amb emotius acords que, en ser més aguts i en ser tocats amb la mateixa intensitat que la melodia, no se subordinen a ella, sinó que són un perfecte complement.
Aquest estudi també és conegut amb el títol de "Violoncel" o "Cel·lo". Això es deu a la greu melodia de la mà esquerra, ja que recorda la música d'un violoncel perquè les notes estan en una tessitura similar.

## Estructura

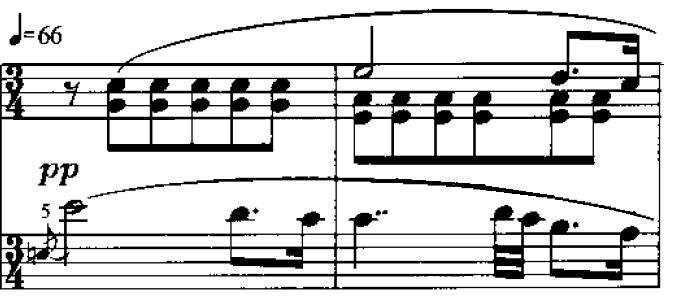
Fragment de l'estudi.

Tot l'estudi s'ha d'interpretar en un tempo Lento (exactament a 66 pulsacions per minut), d'acord amb la primera edició alemanya. Exceptuant els compassos números 26, 27 i 52, que presenten passatges ràpids per a la mà esquerra, l'estudi és bastant clar i elemental pel que fa al ritme, però no harmònicament.
El tema principal es repeteix en quatre ocasions al llarg de la peça i entre elles trobem variacions d'altres melodies i cadències.